# Vista Rock

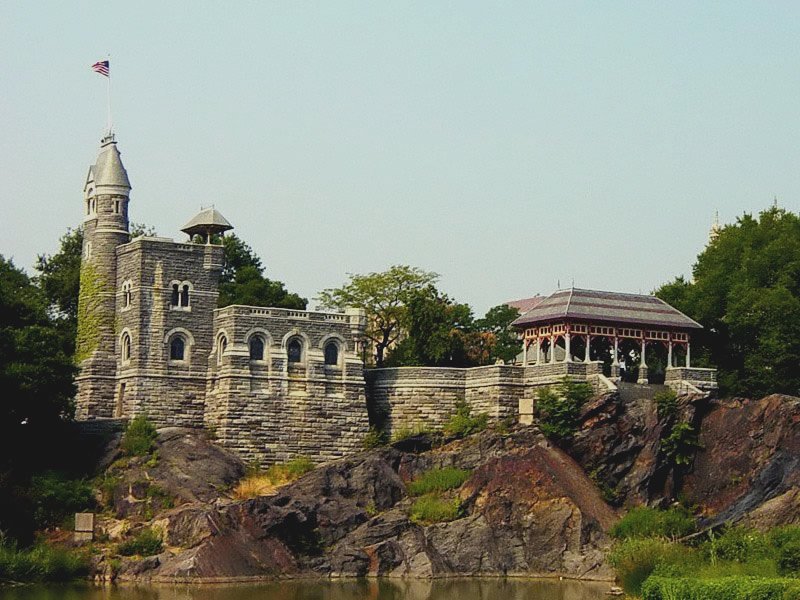
O Belvedere Castle sobre a Vista Rock.

Vista Rock é uma rocha localizado no Central Park, em Manhattan, Nova Iorque, nos Estados Unidos. Feita de xisto, é uma das mais altas elevações naturais do parque. Em 1867, um dos designers do Central Park, Calvert Vaux, decidiu desenvolver esta área através da construção de um castelo no topo da rocha.